# Baeckea grandiflora
Baeckea grandiflora är en myrtenväxtart som beskrevs av George Bentham. Baeckea grandiflora ingår i släktet Baeckea och familjen myrtenväxter.
Artens utbredningsområde är Western Australia. Inga underarter finns listade i Catalogue of Life.